# Устинов, Василий Михайлович
Василий Михайлович Устинов — (1797— 7 мая 1838 г.) — из дворян Саратовской губернии, сын родоначальника рода Михаила Адриановича Устинова (1730-1838) и жены его Марфы Андреевны, в девичестве Вешняковой.

## Биография
Поступил 10 июня 1810 года из титулярных советников Экспедиции Государственных доходов юнкером в Лейб-гвардии Гусарский полк, 28 октября того же года портупей-юнкером, 29 декабря 1811 года корнетом, в 1812 году поручиком. 5 марта 1816 года переведён ротмистром в Ольвиопольский гусарский полк, откуда 14 августа 1818 года переведён тем же чином в кавалергарды, с оставлением адъютантом при графе Милорадовиче. 16 апреля 1819 года переведён подполковником в Павлоградский гусарский полк. 24 февраля 1820 года уволен от службы за болезнью полковником. Участвовал в Отечественной войне, в делах и сражениях: под Вилкомиром (22 июня), Островным (13 июля), Какувячине (14 июля), при Бородине (24 и 26 августа), Воронове (20 сентября), Тарутине, Малом-Ярославце, Вязьме, Дорогобуже (26 октября), Красном (3-6 ноября). В 1813 году — при Люцене, Бауцене, Туне (15 августа), под Кульмом (16, 17 и 18-го августа), где был ранен в правую ногу пикою и в левую руку палашом, и при Лейпциге (4 и 6 октября), при чём был награждён орденом Св. Анны 3-й степени с надписью «За храбрость». В 1814 году за хороший привод ремонтных лошадей объявлено ему Высочайшее благоволение.
При разделе имущества родителя Василию Михайловичу достались земельные владения и «крепостные души» в 3 уездах Саратовской губернии. Семейным гнездом для него стала деревня Грязнуха (переименована в село Сосновоборское), Петровского уезда, Саратовской губернии. В Грязнухе обладал собственной усадьбой и конезаводом при ней.
Конезавод Василия Михайловича славился своими Орловскими рысаками. Конюшни построены в римском стиле с крытым манежем посередине. Ипподром выполнен в форме квадрата, по периметру — стойла. Лошадей растили и тренировали для парадов, и считается, что поэтому ипподром повторял некоторые детали площадей. В 1921 году он получил название Грязнушинского и с тех пор выращивал лошадей для Красной армии и в мирных целях. В годы Великой Отечественной войны сюда эвакуировались ещё два завода — из Воронежской и Смоленской областей — из-за чего коней в Грязнухе стало больше шестисот. Питомцы конезавода трижды становились обладателями приза «Барса» на центральном Московском ипподроме: в 1924 году (жеребец Бурлачок), в 1938 году (Волшебный стрелок) и в 1958 году (Ловкач).
Скончался 7 мая 1838 года и похоронен в селе Ключевка Петровского уезда, Саратовской губернии.

## Семья и дети
Был женат на Анастасии Александровне Языковой (1799-1854), в данном браке появились их дети: 
- Мария Васильевна (1822-1891), вышла замуж за Сергея Михайловича Кропотова;
- Софья Васильевна (1823-1892), вышла замуж за Петра Алексеевича Ранцева;
- Михаил Васильевич (1825-1899), ставший главным наследником;
- Ольга Васильевна (р. 1826 г.), вышла замуж за Дмитрия Ал. Литвинова;
- Александра Васильевна (1829-1902), вышла замуж за графа Ал. Петровича Толстого;
- Александр Васильевич (1831-1832) ;
- Зинаида Васильевна (1838 - утонула в 1856).[2]